# Wongi National Park
Wongi National Park är en park i Australien. Den ligger i delstaten Queensland, omkring 230 kilometer norr om delstatshuvudstaden Brisbane. Wongi National Park ligger 205 meter över havet.
Trakten runt Wongi National Park är nära nog obefolkad, med mindre än två invånare per kvadratkilometer.. Det finns inga samhällen i närheten.
I omgivningarna runt Wongi National Park växer huvudsakligen savannskog. Genomsnittlig årsnederbörd är 1 212 millimeter. Den regnigaste månaden är mars, med i genomsnitt 257 mm nederbörd, och den torraste är september, med 21 mm nederbörd.